# Pietro Dutto
Pietro Dutto (Cuneo, 18 febbraio 1989) è un ex biatleta italiano.

## Biografia
Pietro Dutto, originario di Cuneo e attivo dalla stagione 2006-2007, ha esordito in IBU Cup il 16 marzo 2007 in Val Ridanna in sprint (41º). Nel 2008 è entrato a far parte della nazionale italiana e ai Mondiali giovanili di Ruhpolding 2008 ha vinto la medaglia di bronzo nella staffetta; in seguito ha partecipato ai Mondiali juniores di Canmore 2009 e Torsby 2010.
In Coppa del Mondo ha esordito il 28 novembre 2012 a Östersund in sprint (44º), ha conquistato il miglior piazzamento individuale il 1º dicembre seguente nella medesima località in sprint (38º) e il miglior risultato il 10 gennaio 2013 a Ruhpolding in staffetta (11º); ai successivi Mondiali di Nové Město na Moravě 2013, sua unica presenza iridata, si è classificato 96º nell'individuale, la sola gara nella quale ha preso il via. Ha preso per l'ultima volta il via in Coppa del Mondo il 19 dicembre 2014 a Pokljuka in sprint (91º); si è ritirato durante la stagione 2018-2019 e la sua ultima gara in carriera è stata l'inseguimento di IBU Cup disputato il 25 gennaio a Lenzerheide, chiuso da Dutto al 30º posto. Non ha preso parte a rassegne olimpiche.

## Palmarès

### Mondiali giovanili
- 1 medaglia:
  - 1 bronzo (staffetta a Ruhpolding 2008)

### Coppa del Mondo
- Miglior piazzamento in classifica generale: 99º nel 2013

### Campionati italiani
- 3 medaglie[1]:
- 1 oro (sprint 2018)
  - 1 argento (sprint nel 2011)
  - 1 bronzo (partenza in linea nel 2011)

### Campionati italiani juniores
- 2 medaglie[1]:
  - 2 bronzi (sprint, inseguimento nel 2010)